# Koepelkerk (Amsterdam)

Interieur

De Koepelkerk was een kerk voor de Nederlandse Hervormde Kerk in Amsterdam. Ze was gesitueerd aan de Stadhouderskade 21. De naam werd na uitgebreid debatteren gekozen uit een rijtje o.a. Geuzenkerk, Oranjekerk, Willemskerk. De architect van A.J. Van Beek (geboren 1848) kwam uit Maarssen.

## Gebruik
Het complex was opgezet als een centraalbouw met een middenpartij in de vorm van een achthoek met ongelijke zijden, bekroond door een hoge koepel en een spits.De hoofdingang werd gemarkeerd door een forse, spitsboogvormige loggia, bekroond door pinakels. Het exterieur was rijk gedecoreerd met natuursteen. Voor een geloofsinstelling die meestal afziet van luxe, was dit een afwijkend ontwerp. De eerste steen werd gelegd op 31 januari 1879, toen voldoende geld was/leek ingezameld om tot bouw over te gaan. De kerk, die vol zat, werd op 1 juni 1884 ingewijd, nadat zij in januari van dat jaar opgeleverd werd. De kosten bedroegen circa 400.000 gulden, terwijl vooraf op 175.000 gulden was gerekend. De overige tijd werd besteed aan het inrichten, waarbij ook weer enige luxe was toegestaan. Ook werd destijds een strijd gevoerd van hoe sterk men "in de leer" moest leven om toegelaten te worden tot de geloofsgemeenschap. Eind jaren zestig viel de kerk ten prooi aan de ontkerkelijking. De laatste dienst vond plaats op 14 februari 1971. Het werd nog in de verkoop gezet, in 1972 werd de kerk gesloopt. De benaming Koepelkerk ging vervolgens naar de voormalige Ronde Lutherse Kerk, maar dat was toen ook al lang geen kerk meer. Gedurende (een deel van) de Tweede Wereldoorlog was in de kosterij het Hoofdkwartier van de Ordedienst gevestigd.

## Meningen over het gebouw
Ten tijde van oplevering was niet iedereen blij met het ontwerp. Vooral de koepel moest het ontgelden. De een zag er een omgekeerd wijnglas in, de ander moest denken aan de piek van de Duitse soldatenhelmen (Pickelhaube). Daarna kwam er meer acceptatie. Ten tijde van de sloop was de mening 180 graden gedraaid. "Het was een zonde om een dergelijk complex te slopen en het te laten plaatsmaken voor 'het zoveelste hotel' voor toeristen", was de trend. Ter plaatse verrees drie jaar later het Amsterdam Marriott Hotel.
Ruim veertig jaar na de sloop koos Het Parool het als gebouw dat indien mogelijk alsnog herbouwd zou moeten worden, op een lijst van negen. De Koepelkerk verkeerde daarbij in het gezelschap van het Paleis voor Volksvlijt (verloren gegaan door brand), RoXY (afgebrand), Stadion De Meer (gesloopt), De Waag op de Dam, Post CS-gebouw (gesloopt), het snoephuisje in het Vondelpark (gesloopt), Hotel Polen (afgebrand) en het in 1963 afgebrande C&A-gebouw aan het Damrak. Geheel onbevooroordeeld was de krant niet: in 1971 had ze een handtekeningenactie op touw gezet om de kerk voor sloop te behoeden. De in 1947 bevestigde Plaquette H.F. Westerveld verhuisde naar de ingang van het Marriott.